# Noordelijk realisme
Het noordelijk realisme is een kunststroming die in de 20e eeuw in Nederland ontstond.
Oorspronkelijk in gang gezet door de Groep van de figuratieve abstractie, ook wel 'De Groep', aan de Rijksakademie te Amsterdam, tot 1980 'het bolwerk van de figuratieve kunst', wendden zich tegen het einde van de 20e eeuw en het begin van de 21e eeuw meer kunstenaars tot het realisme. Deze stijlstroming verplaatste zich na 1980 naar het noordoosten van Nederland (Groningen, Friesland, Drenthe), doordat veel (na de 'machtsovername' door 'de abstracten' op de Rijksakademie teleurgestelde) figuratieve kunstenaars daar de 'ruimte' zochten en vonden. 

## Kunstacademie Minerva
Vooral onder de invloed van  Kunstacademie Minerva in Groningen ontstond aldaar, mede dankzij Piet Pijn, Wout Muller, Henk Helmantel en Matthijs Röling, aan het einde van de 20e eeuw het zogenaamde noordelijk realisme.

## Vierde generatie

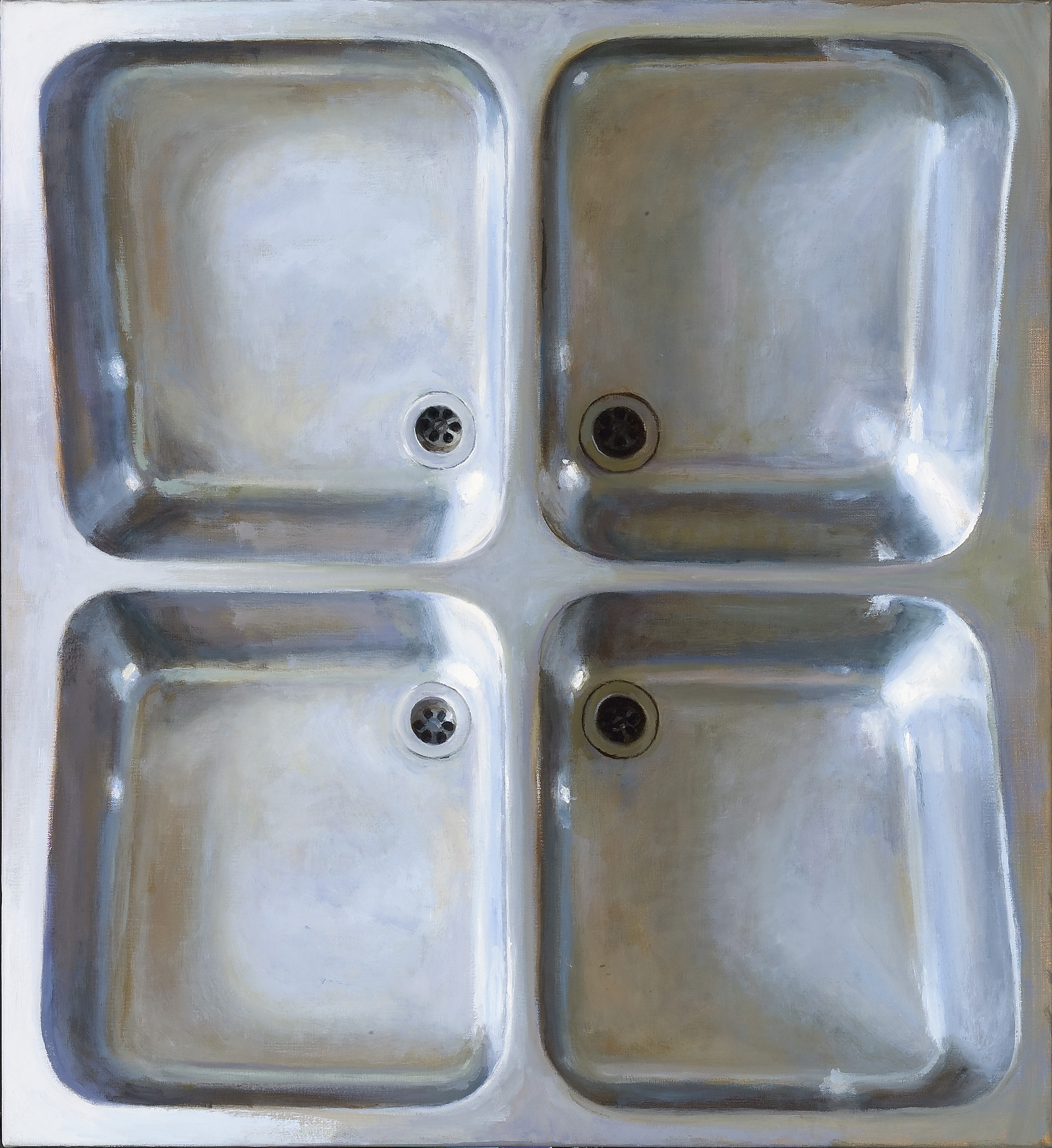
Reflectie, olieverf op linnen, 2006, Mario ter Braak

Onder Wout Muller (1946-2000), Piet Pijn (1926-2002) en Matthijs Röling (1943-2024) als docenten schilderkunst aan Academie Minerva in Groningen  ontwikkelde zich  een vierde generatie (kunstschilders) binnen 'De Groep' en geestverwanten, zoals:
- Arnout van Albada
- Gerard Boersma
- Dinie Bogaart
- Margreet Boonstra
- Mario ter Braak
- Annemarie Busschers
- Sam Drukker
- Douwe Elias
- Herman van Hoogdalem
- Pieter Pander
- Uko Post
- Fokko Rijkens
- Aart Schonk

## Fuji Art Association
Zij verzamelden zich onder de naam Fuji Art Association en exposeerden en exposeren veel in het Drents Museum te Assen, Galerie Wiek XX (spreek uit: 'Wiek 20') te Nieuweschans, Museum De Buitenplaats in Eelde en Museum Møhlmann te Appingedam. Zij presenteren zich, behalve als 'Noordelijk Realisten', ook wel als de 'De Onafhankelijke Realisten'. 
Maar ook verspreid over de rest van Nederland en België wendden en wenden steeds meer kunstenaars zich tot het realisme. In 2006 zijn er een paar honderd kunstenaars actief binnen deze stijlstroming.  